# Municipio de Estherville (Iowa)
El municipio de Estherville (en inglés: Estherville Township) es un municipio ubicado en el condado de Emmet en el estado estadounidense de Iowa. En el año 2010 tenía una población de 6730 habitantes y una densidad poblacional de 71,89 personas por km².

## Geografía
El municipio de Estherville se encuentra ubicado en las coordenadas 43°23′22″N 94°50′42″O / 43.38944, -94.84500. Según la Oficina del Censo de los Estados Unidos, el municipio tiene una superficie total de 93.62 km², de la cual 92,75 km² corresponden a tierra firme y (0,92 %) 0,86 km² es agua.

## Demografía
Según el censo de 2010, había 6730 personas residiendo en el municipio de Estherville. La densidad de población era de 71,89 hab./km². De los 6730 habitantes, el municipio de Estherville estaba compuesto por el 90,85 % blancos, el 0,74 % eran afroamericanos, el 0,7 % eran amerindios, el 0,56 % eran asiáticos, el 5,32 % eran de otras razas y el 1,83 % eran de una mezcla de razas. Del total de la población el 10,62 % eran hispanos o latinos de cualquier raza.